# Chute d'eau côtière

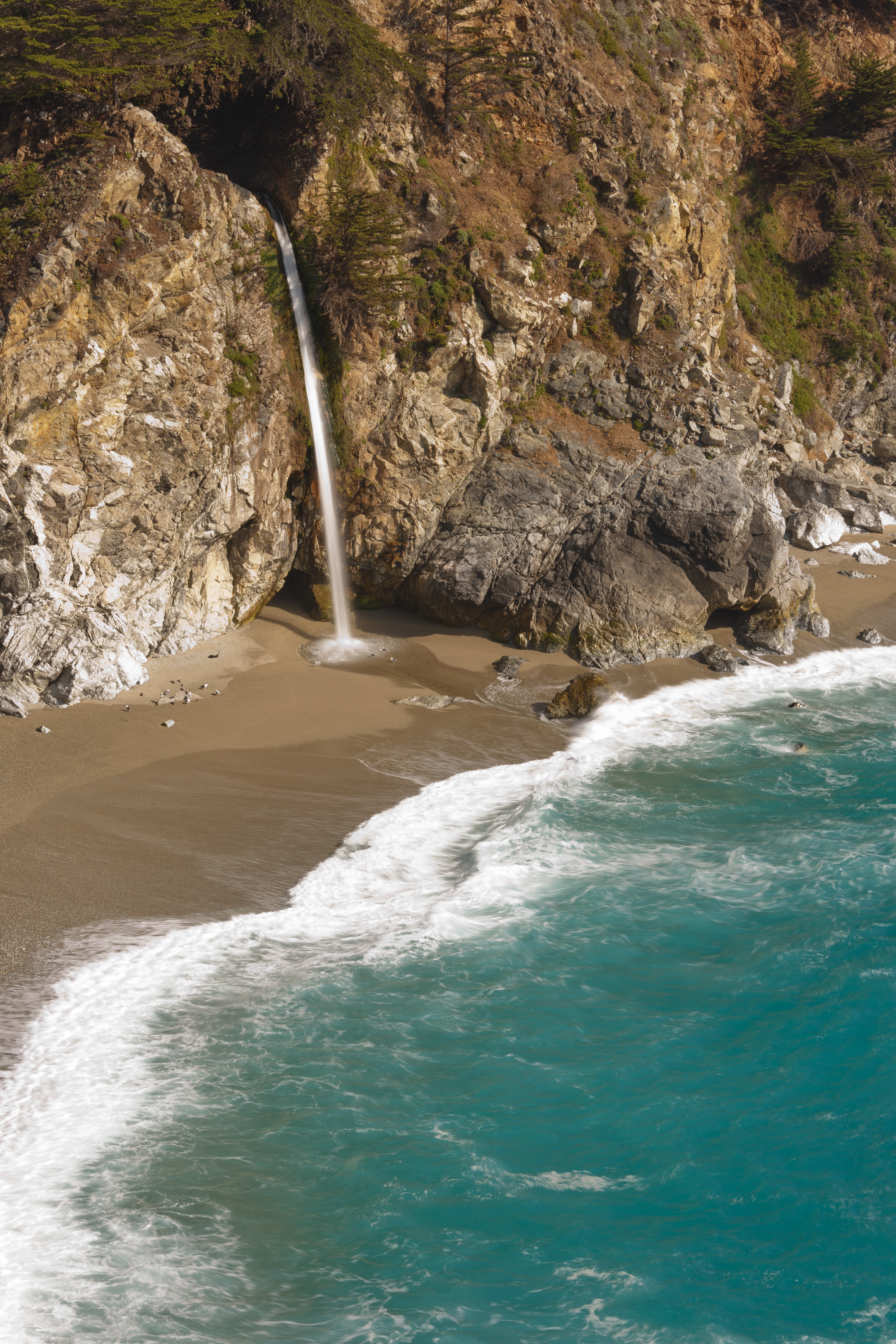
Les chutes McWay dans le Julia Pfeiffer Burns State Park, Big Sur, Californie.

Une chute d'eau côtière est une chute d'eau qui se jette directement dans la mer. 
Parmi les chutes d'eau côtières notables, on trouve :
- les chutes Bay en République populaire de Chine à Hong Kong ;
- les chutes Bowen et les chutes Stirling dans le Milford Sound en Nouvelle-Zélande ;
- les chutes McWay dans le Julia Pfeiffer Burns State Park en Californie ;
- les chutes de Karpuzkaldiran à Antalya en Turquie ;
- les chutes de la Lobé au Cameroun ;
- les Sju Søstre en Norvège ;
- les Chutes réversibles au Canada.

Malgré leur ressemblance et leur nom, les Horizontal Falls en Australie ne sont pas des chutes d'eau mais un courant de marée très puissant.

## Référence
- (en) Cet article est partiellement ou en totalité issu de l’article de Wikipédia en anglais intitulé « Coastal waterfall » (voir la liste des auteurs).